# Katrin Bartschat
Katrin Bartschat (* 22. September 1970 in Delmenhorst) ist eine ehemalige deutsche Leichtathletin, die vor allem im Weitsprung erfolgreich war.

## Sportliche Karriere
Katrin Bartschat startete bis 1990 für den Delmenhorster TV und wechselte dann 1991 zum TK Hannover.
Bei den Deutschen Meisterschaften 1990 in Düsseldorf siegte sie im Weitsprung mit ihrer persönlichen Karriere-Bestleistung von 6,45 Meter. Sie war damit die letzte deutsche Weitsprungmeisterin vor der Wiedervereinigung.
Bartschat nahm 1988 im Weitsprung an den Juniorenweltmeisterschaften in Kanada teil, schied aber in der Qualifikation aus. 1989 bei den Junioreneuropameisterschaften in Varaždin  siegte die französische 4-mal-100-Meter-Staffel vor der bundesdeutschen Staffel mit Melanie Paschke, Katrin Bartschat, Stefanie Hütz und Katja Seidel. 0,28 Sekunden dahinter gewann die Staffel aus der DDR mit Ilka Rönisch, Manuela Derr, Jana Schönenberger und Andrea Philipp die Bronzemedaille. Insgesamt trat Bartschat fünfmal als Juniorin und von 1989 bis 1992 viermal als Aktive im Nationaltrikot an.
1993 bei der Universiade in Buffalo schied Bartschat in der Weitsprung-Qualifikation aus. Mit der 4-mal-100-Meter-Staffel erreichte sie den vierten Platz.